# Line Leon-Pernet
Line Marie Berthe Leon-Pernet (* 1961, heimatberechtigt in Chalais) ist eine Schweizer Diplomatin und seit 2016 Schweizerische Generalkonsulin in Strassburg.

## Werdegang
Line Leon-Pernet trat 1984 in den Dienst des Eidgenössischen Departements für auswärtige Angelegenheiten ein und hatte Posten in Bern, Madrid, Singapur, Buenos Aires, Luxemburg, Bangkok, New York und Lima inne.
Von 2012 bis 2016 war Leon-Pernet Schweizer Botschafterin in Santo Domingo in der Dominikanischen Republik. Während dieser Tätigkeit nahm sie am 7. August 2012 im Palacio Nacional an einer Veranstaltung unter der Leitung des Vize-Präsidenten Rafael Alburquerque teil, an der die Stärkung des Personalwesens sowie der Klimawandel der Dominikanischen Republik diskutiert wurden. Sie besuchte in der Dominikanischen Republik  2015 ein Musikfestival, an dem Schweizer Instrumente an lokale Musiker übergeben wurden. Am 8. April 2015 ernannte sie zudem Andreas «Andy» Burkard zum ersten Schweizer Honorarkonsul für Dominica. Der Anlass war zugleich die offizielle Eröffnung des ersten schweizerischen Konsulats in Savanne Paille. Ebenfalls im Jahr 2015 zeigte Line Leon-Pernet im Namen der Schweizer Botschaft in Santo Domingo Interesse an Direktflügen der Fluggesellschaft Edelweiss nach Punta Cana.
2016 übernahm Line Leon-Pernet als Nachfolger von Marzio Tartini das Generalkonsulat in Strassburg.